# Vitka lesenjača
Vitka lesenjača (znanstveno ime Xylaria hypoxylon) je gliva iz rodu lesenjač (Xylaria).
Specifični epitet izhaja iz grških besed hypo, kar pomeni "spodaj", in xylon, kar pomeni "les". V okviru te vrste so taksonomi opazili velike razlike v videzu in obliki trosov. Ker so te razlike potrdili tudi genetski dokazi, gre pri vitki lesenjači v resnici za kompleks vrst, ki pa še vedno niso natančno določene.

## Značilnosti
Gobe imajo obliko pokončnih zvitih redko razvejanih vejic, ki spominjajo na jelenovo rogovje. So valjaste ali sploščene vejice visoke od 3 do 8 cm in široke od 2 do 8 mm. Tiste, ki jih najdemo bolj zgodaj v sezoni, so lahko popolnoma prekriti z nespolnimi sporami (konidijami), ki se kažejo kot bela do sivkasta praškasta usedlina. Kasneje v sezoni so zrele gobe ogleno črne in imajo na površini majhne izbokline, podobne mozoljem, imenovane periteciji. To so drobne zaobljene trosne strukture z drobnimi luknjicami za sproščanje spolnih trosov.
Vitka lesenjača je edina bioluminiscentna gliva izven reda listarjev (Agaricales). Njena svetloba je zelo šibka in jo je težko opaziti.

## Razširjenost in življenjski prostor
Je gniloživka in raste na odpadlih vejah in gnijočih štorih listavcev. Za hrano ne uporablja mehke celuloze niti veliko tršega lignina, ampak je specializirana za porabo polisaharidov, ki povezujejo celulozo in lignin v celoto, ki ji poznamo kot les. Posledica tega je, da ko zaužijejo vse, kar lahko, od mrtvega štora ostane le s hranili bogata mehka gmota, s katero se lahko prehranjujejo žuželke in druga majhna bitja.
Raste čez vse leto, vendar tvori trose jeseni in zgodaj pozimi in takrat v celoti počrni.

## Mikroskopske značilnosti
Trosni prah je črn. Trosi so ledvičasti, gladki in merijo: 11–15 x 4–6 µm.
Konidiji (nespolni trosi) so beli, vretenaste oblike in merijo: 9,9–13,8 x 2,5–3,4 µm.

## Podobne vrste
- žirova lesenjača (Xylaria carpophila) je manjša in raste na žiru.

## Uporabnost
Neužitna.
V vitki lesenjači so našli različne kemične spojine z in vitro učinki na celične kulture. Spojini ksilarial A in B imata zmerno citotoksično aktivnost proti celični liniji človeškega hepatocelularnega karcinoma. Citotoksično delujeta tudi pironska (pyrone) derivata, imenovana ksilaron in 8,9-dehidroksilaron. V glivi so našli več citohalazinov, spojin, ki se vežejo na aktin v mišičnem tkivu. Vitka lesenjača vsebuje tudi lektin - protein, ki veže ogljikove hidrate, ki ima močne protitumorske učinke v različnih tumorskih celičnih linijah.

## Galerija slik
- Ilustracija vitke in kopučaste lesenjače
- Vitke lesenjače
- Konidiji